# Drenova alközség
Drenova alközség harmadik szintű közigazgatási egység Albánia délkeleti részén, a Morava-hegység középső, nyugati vonulataiban, illetve a Korçai-medence ezekkel határos keleti peremén, Korça városának délkeleti szomszédságában. Korça megyén belül Korça község része. Központja Drenova falu, további települései Boboshtica, Dardha, Mborja, Morava, Qatrom, Ravonik és Turan. A 2011-es népszámlálás alapján Drenova alközség népessége 5581 fő. Hegyvidéki kirándulóhelyei és üdülőterületei, a Drenovai-fenyves, Dardha és Boboshtica mellett Mborja 14. századi bizánci stílusú templomáról nevezetes.

## Fekvése
Drenova a Korçai-medence keleti peremén, valamint az azzal érintkező Morava-hegység középső, nyugati vonulataiban fekszik. Legalacsonyabb tengerszint feletti magassága nyugaton, Ravoniknál 845 méter körüli, a Mborja–Drenova–Boboshtica-vonaltól keletre hirtelen emelkednek a szintvonalak 1300 méter fölé. Az alközségnek a Morava láncolataiban emelkedő legmagasabb pontja a Kerek-hegy (Maja e Rrumbullakët, 1798 m). Jelentős folyókkal nem rendelkezik. A Morava-hegység csapadékát levezető időszakos völgyek északról dél felé a Város-patak (Përroi i Qytetit), a Bozdovec-patak (Përroi i Bozdovecit), a Drenovai-patak (Përroi i Drenovës) és a Boboshticai-patak (Përroi i Boboshticës). A medencerészen a Kamenicai-csatorna biztosítja a mezőgazdasági területek vízellátását. Az alközség nyugati peremén fut a Korçát Leskovikon át Tepelenával összekötő SH75-ös út, de Morava kivételével az alközség valamennyi települése jó közlekedési helyzetű, műúton elérhető.

## Története
Az alközség központja, Drenova határában késő bronzkori, kora vaskori nyílt települést tártak fel. Mborja a 11. századtól ortodox püspöki székhely, a későbbi évszázadokban pedig a környék fontos piachelye volt. Az oszmán hódoltság időszakában barnakőszénbányákat nyitottak a Morava oldalában, a mborja–drenovai bányák napjainkig is a délkelet-albániai szénvidék jelentős kitermelőüzemei,

## Nevezetességei

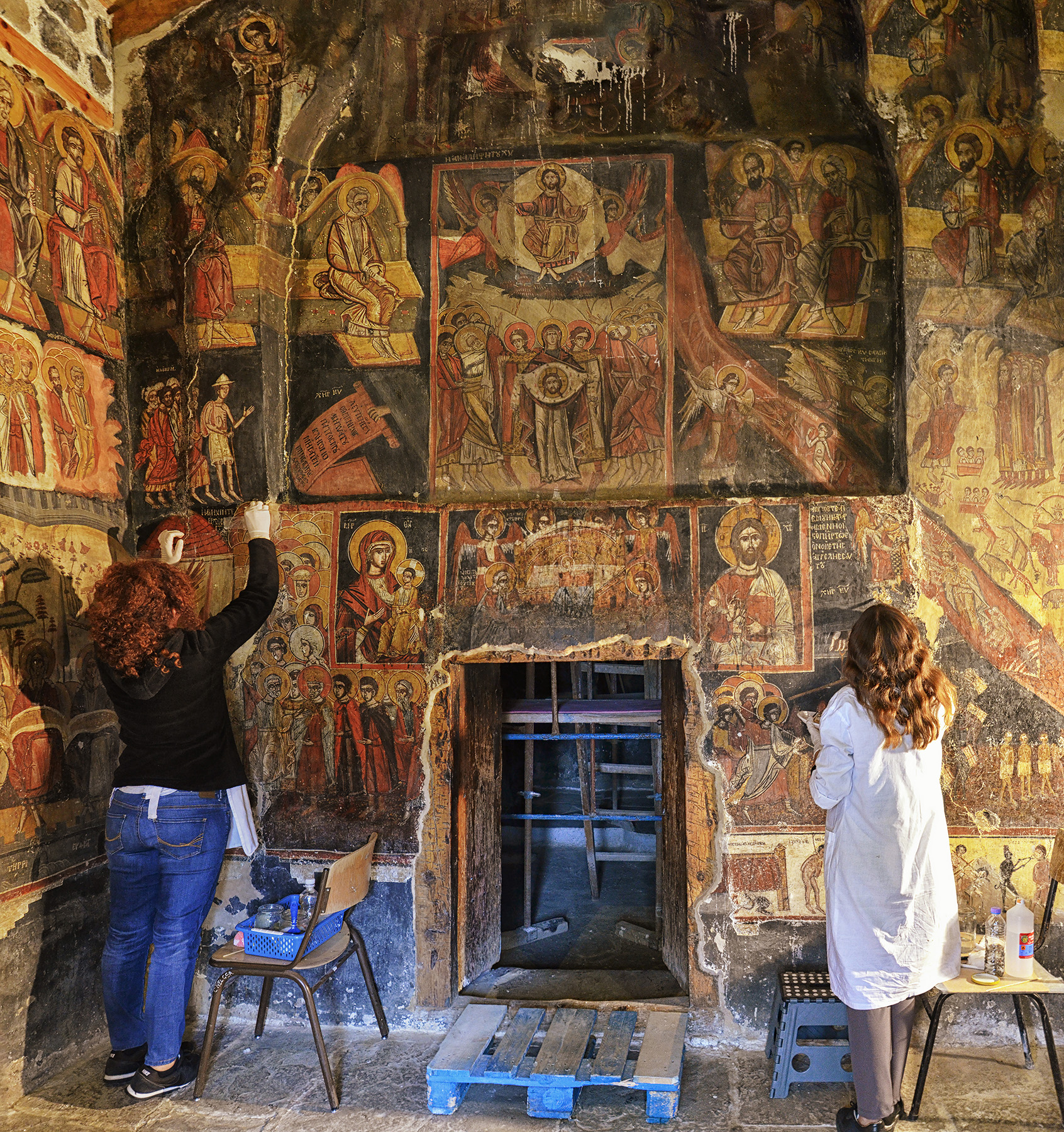
Restaurátorok dolgoznak a 14. századi mborjai templom freskóin

Az alközség kiemelkedő természeti értékei és kirándulóhelyei a Drenovai-fenyves Nemzeti Park, valamint Dardha 1350 méteres tengerszint feletti magasságban elterülő hegyvidéki üdülőterülete, ahol telente sípályák is várják a téli sportok szerelmeseit. A másik kedvelt turisztikai célpont Boboshtica, amely hagyományos gasztronómiájáról nevezetes, a faluban több étterem várja a vendégeket, emellett a falu szederrakijáról is híres.
A legkiemelkedőbb építészeti emlék Mborja 14. századi Feltámadás-temploma (Kisha e Ristozit), korabeli falfreskókkal. Ezek mellett jelentős értéket képvisel Boboshtica két kis bizánci stílusú temploma, a Szent Mária- és a Szent György-templom, valamint a dardhai Szent György-templom ikonosztáza. Dardhában emellett nagy számban megmaradtak a falu hagyományos palatetős kőházai és szépen faragott kútjai.

### Nevezetes drenovaiak
- Aleks Stavre Drenova vagy Asdreni (1872–1947) költő, publicista Drenovában született, sírja és emlékmúzeuma a falu központjában található.[13]
- Gjergj Bubani(wd) (1899–1954) író, műfordító, publicista Boboshticában született.[14]